# Ukraina na Mistrzostwach Świata w Lekkoatletyce 2022
Ukraina na Mistrzostwach Świata w Lekkoatletyce 2022 – reprezentacja Ukrainy podczas mistrzostw świata w Eugene liczyła 21 zawodników.

## Medaliści
| Medal  | Zawodnik            | Konkurencja | Rezultat | Data     |
| ------ | ------------------- | ----------- | -------- | -------- |
| srebro | Jarosława Mahuczich | skok wzwyż  | 2,02     | 19 lipca |
| brąz   | Andrij Procenko     | skok wzwyż  | 2,28     | 18 lipca |

## Skład reprezentacji

### Kobiety
| Zawodniczka                                                          | Konkurencja                   | Elimincje | Elimincje | Półfinał | Półfinał | Finał   | Finał   | Źródło            |
| Zawodniczka                                                          | Konkurencja                   | Wynik     | Pozycja   | Wynik    | Pozycja  | Wynik   | Pozycja | Źródło            |
| -------------------------------------------------------------------- | ----------------------------- | --------- | --------- | -------- | -------- | ------- | ------- | ----------------- |
| Olha Lachowa                                                         | bieg na 800 m                 | 2:02,16   | 28.       | NQ       | NQ       | NQ      | NQ      | [ 1 ]             |
| Natalija Strebkowa                                                   | bieg na 3000 m z przeszkodami | 9:25,85   | 22.       | —        | —        | NQ      | NQ      | [ 2 ]             |
| Anna Ryżykowa                                                        | bieg na 400 m przez płotki    | 54,93     | 10. Q     | 54,51    | 12. Q    | 54,93   | 8.      | [ 3 ] [ 4 ] [ 5 ] |
| Wiktorija Tkaczuk                                                    | bieg na 400 m przez płotki    | 55,27     | 16. Q     | 54,24    | 9.       | NQ      | NQ      | [ 3 ] [ 4 ] [ 5 ] |
| Kateryna Karpiuk Anastasija Bryzhina Wiktorija Tkaczuk Anna Ryżykowa | sztafeta 4 × 400 m            | 3:29,25   | 9.        | —        | —        | NQ      | NQ      | [ 6 ] [ 7 ]       |
| Ludmyła Olanowśka                                                    | chód na 20 km                 | —         | —         | —        | —        | 1:31:42 | 12.     | [ 8 ]             |
| Ołena Sobczuk                                                        | chód na 20 km                 | —         | —         | —        | —        | 1:31:19 | 11.     | [ 8 ]             |
| Hanna Szewczuk                                                       | chód na 20 km                 | —         | —         | —        | —        | DNF     | DNF     | [ 8 ]             |
| Nadija Borowśka                                                      | chód na 35 km                 | —         | —         | —        | —        | DNF     | DNF     | [ 9 ]             |

| Zawodniczka           | Konkurencja   | Kwalifikacje | Kwalifikacje | Finał | Finał   | Źródło        |
| Zawodniczka           | Konkurencja   | Wynik        | Pozycja      | Wynik | Pozycja | Źródło        |
| --------------------- | ------------- | ------------ | ------------ | ----- | ------- | ------------- |
| Iryna Heraszczenko    | skok wzwyż    | 1,93         | 1. q         | 2,00  | 4.      | [ 10 ] [ 11 ] |
| Julija Łewczenko      | skok wzwyż    | 1,90         | 15.          | NQ    | NQ      | [ 10 ] [ 11 ] |
| Jarosława Mahuczich   | skok wzwyż    | 1,93         | 1. q         | 2,02  | 2.      | [ 10 ] [ 11 ] |
| Jana Hładijczuk       | skok o tyczce | 4,35         | 23.          | NQ    | NQ      | [ 12 ]        |
| Maryna Kyłypko        | skok o tyczce | 4,35         | 16.          | NQ    | NQ      | [ 12 ]        |
| Maryna Bech-Romanczuk | skok w dal    | 6,81         | 4. Q         | 6,82  | 8.      | [ 13 ] [ 14 ] |
| Maryna Bech-Romanczuk | trójskok      | 14,54        | 2. Q         | 13,91 | 11.     | [ 15 ] [ 16 ] |
| Iryna Kłymeć          | rzut młotem   | 68,12        | 22.          | NQ    | NQ      | [ 17 ]        |

### Mężczyźni
| Zawodnik        | Konkurencja    | Kwalifikacje | Kwalifikacje | Finał | Finał   | Źródło        |
| Zawodnik        | Konkurencja    | Wynik        | Pozycja      | Wynik | Pozycja | Źródło        |
| --------------- | -------------- | ------------ | ------------ | ----- | ------- | ------------- |
| Ołeh Doroszczuk | skok wzwyż     | 2,25         | 15.          | NQ    | NQ      | [ 18 ] [ 19 ] |
| Andrij Procenko | skok wzwyż     | 2,28         | 1. q         | 2,33  | 3.      | [ 18 ] [ 19 ] |
| Roman Kokoszko  | pchnięcie kulą | 20,02        | 15.          | NQ    | NQ      | [ 20 ]        |
| Mychajło Kochan | rzut młotem    | 77,58        | 8. Q         | 78,83 | 7.      | [ 21 ] [ 22 ] |